# Ernst Albrecht von Eberstein

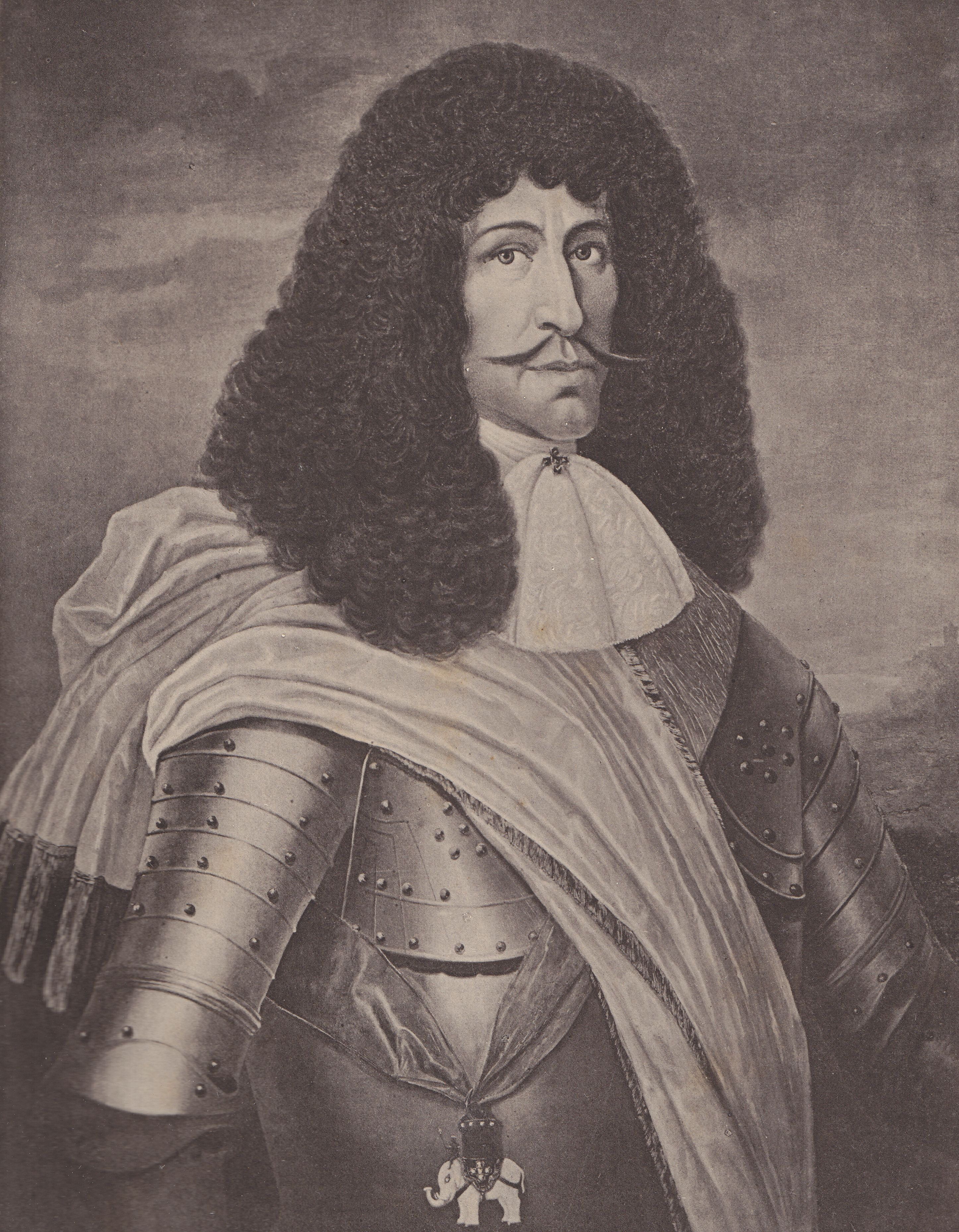
Ernst Albrecht von Eberstein (1605–1676)

Ernst Albrecht von Eberstein (* 6. Juni 1605 in Gehofen; † 9. Juni 1676 in Neuhaus) war ein Heerführer während des Dreißigjährigen Krieges und kämpfte als solcher für wechselnde Parteien. Unter dem Namen „Der Wohlverdiente“ war er Mitglied der Fruchtbringenden Gesellschaft.

## Leben

### Herkunft, Jugend
Ernst Albrecht von Eberstein entstammt dem alten fränkischen Adelsgeschlecht Eberstein. Seine Eltern waren Wolf Dietrich von Eberstein (1575–1627) und dessen Ehefrau Elisabeth von Lauterbach (1583–1664). Bereits im Alter von elf Jahren wurde er der Obhut seines Onkels mütterlicherseits übergeben, der als Generalleutnant im Dienste der Generalstaaten stand und seinen Neffen mit sich in die Niederlande nahm. Im Gefolge seines Onkels unternahm Eberstein ausgedehnte Reisen und wurde im November 1620 Augenzeuge der Schlacht am Weißen Berg. Anschließend diente er bei den Grafen von Mansfeld und Stolberg als Page.

### Militärische Karriere im Dreißigjährigen Krieg
Ab 1623 nahm Eberstein am Dreißigjährigen Krieg teil, zunächst unter Tilly, dann ab 1625 in schwedischen Diensten. Spätestens ab 1630 war er Kammerherr Herzog Wilhelms von Sachsen-Weimar. 1632 trat er im Rang eines Majors in die Armee des Landgrafen Wilhelm V. von Hessen-Kassel ein und kämpfte gegen kaiserliche und spanische Truppen. 1635 wurde er nach dem Prager Frieden von seinem Landesherrn, dem Kurfürsten Wilhelm IV. abberufen, trat jedoch nur ein Jahr später wieder in hessische Dienste und kämpfte ab 1637 unter dem schwedischen Feldmarschall Johan Banér. 1643 wechselte er in hessen-darmstädtische Dienste und wurde Kommandant der Festung Gießen. 1646 wurde er zum Generalleutnant befördert und kämpfte wiederum gegen die Schweden und Hessen-Kassel. Im März 1648 trat er als Feldmarschallleutnant in kaiserliche Dienste. Von 1658 bis 1665 war er Landdrost der Herrschaft Pinneberg.

### Dänischer Feldmarschall, Leben auf seinen Gütern
Nach dem Westfälischen Frieden zog sich Eberstein zunächst auf seine Güter Gehofen und Leinungen zurück. Nach 1657 kämpfte er als königlich-dänischer Feldmarschall gegen die Schweden, die er zusammen und konkurrierend mit dem anderen deutsch-dänischen Feldmarschall Hans von Schack in der Schlacht bei Nyborg im November 1659 vernichtend schlug. Ihm wurde die höchste dänische Auszeichnung, der Elefanten-Orden verliehen. Ab 1665 zog er sich als kursächsischer Feldmarschall und Geheimer- und Kriegsrat erneut auf seine Güter zurück. Nach seinem Tod im Jahr 1676 wurde Ernst Albrecht von Eberstein in der Kirche von Gehofen begraben.
Spätestens 1657 hatte er den Eisenhammer vor Bennungen erworben.

## Nachkommen
1633 heiratete Eberstein in Rothwesten bei Kassel Anna Maria von Calenberg (* um 1589; † 4. April 1637 im Feldlager vor Torgau). Am 6. Mai 1638 heiratete er in der Festung Minden Ottilie Elisabeth von Ditfurth (* 9. oder 19. November 1618; † 25. Juli 1675 in Neuhaus). Er hatte acht Söhne und sechs Töchter, darunter Christian Ludwig von Eberstein.
- Johann Wolf (* 8. Juli 1639 in Leitmeritz; † 25. September 1646 in Gießen)
- Wilhelm Ernst (* 1639; † 30. August 1693) ⚭ 1660 Dorothea Elisabeth von Gersdorf († 4. März 1693) (Schwester von Sigismund von Gersdorf)
- Kaspar Heinrich (* 26. Juni 1642 in Vedingen am Rhein; † 15. Juni 1643 in Coesfeld (?))
- Katharina Elisabeth († nach 1685)

⚭ 1654 Bernhard von der Asseburg auf Wallhausen († vor 1657)
⚭ Balthasar von Wulfen auf Henningen und Lemgow
- Hedwig Luise († 1689 in Halberstadt)

⚭ Sigismund von Gersdorf, dänischer Oberstleutnant
⚭ Thomas von Grote (1625–1668) auf Nilhorn, Domdechant von Havelberg
- Anna Eleonora (* 16. September 1645 in Gießen; † 11. Oktober 1646)
- Magdalena Ottilie († 20. Februar 1703)

⚭ Adam Christoph von Gehofen auf Ichstedt, dänischer Rittmeister
⚭ Johann Georg von Werthern (⚔ 21. Juni 1690 bei Fleury), braunschweig-lüneburg. Oberstwachtmeister
- Georg Ernst (* 7. August 1646 in Gießen; † 20. Februar 1647 in Gießen)
- Anton Albrecht (* 28. Juni 1649 in Gehofen; † 31. Januar 1703), Domherr zu Halberstadt, Linie Domhof ⚭ 1672 Juliane von Rössing († 28. Februar 1720)
- Christian Ludwig (* 15. Oktober 1650 in Gehofen; † 24. Oktober 1717 in Neuhaus), Linie Neuhaus ⚭ 1678 Eleonore Sophie von Beichlingen (* 1. Februar 1657; † 26. September 1720)
- Dorothea Eleonora (* 21. Dezember 1652 in Gehofen; † 8. Februar 1670 in Neuhaus)
- Maria Anna (* 29. August 1654; † 1656)
- Wolf Dietrich (* 14. August 1655 in Leinungen; † 15. Februar 1660 in Glückstadt)
- Georg Sittig (* 16. November 1656 in Leinungen; † 21. Januar 1687 in Kopenhagen) ⚭ 1677 Philippine Agnes von Werthern (* 1658)

## Werke
- Kriegsberichte aus dem zweiten schwedisch-dänischen Kriege. Baensch, Berlin 1889. Digitalisat